# (243) Ida
(243) Ida ist ein Asteroid des äußeren Hauptgürtels, der am 29. September 1884 vom österreichischen Astronomen Johann Palisa an der Universitätssternwarte Wien entdeckt wurde. (243) Ida wurde 1993 durch eine Raumsonde aus der Nähe fotografiert und erforscht, dabei wurde erstmals ein Asteroidenmond entdeckt.
Der Asteroid wurde benannt nach Ide, einer Nymphe aus Kreta, die den jungen Zeus in einer Höhle versteckte und pflegte. Siehe auch bei (239) Adrastea. Die Benennung erfolgte durch Moriz von Kuffner.
(243) Ida ist eines der größeren Mitglieder der Koronis-Familie, einer sehr zahlreichen Gruppe von Asteroiden, die durch eine kollisionsbedingte Zerstörung des Vorgängerkörpers von (158) Koronis entstanden.

## Wissenschaftliche Auswertung
Aus Ergebnissen der IRAS Minor Planet Survey (IMPS) wurden 1992 Angaben zu Durchmesser und Albedo für zahlreiche Asteroiden abgeleitet, darunter auch (243) Ida, für die damals Werte von 28,0 km bzw. 0,24 erhalten wurden.
Photometrische Messungen des Asteroiden fanden statt am 2. und 3. Juni 1984 am Cerro Tololo Inter-American Observatory in Chile. Aus der aufgezeichneten Lichtkurve konnte eine Rotationsperiode von 4,65 h abgeleitet werden. Zu dieser Periode passten auch Beobachtungen vom 2. bis 5. Juni 1989 am La-Silla-Observatorium in Chile. Bei weiteren Messungen während sieben Nächten im Zeitraum 17. August bis 17. November 1990 an der Außenstelle Loiano des Observatoriums von Bologna in Italien und am La-Silla-Observatorium konnte ein verbesserter Wert für die Rotationsperiode von 4,6330 h erhalten werden.

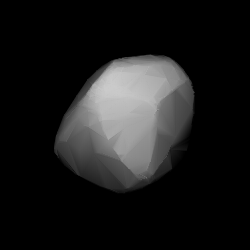
Berechnetes 3D-Modell von (243) Ida

Bei der Planung einer Mission der Raumsonde Galileo zum Planeten Jupiter und dessen Monden geriet (243) Ida als ein Zwischenziel in den Fokus, bei dem fast vier Jahre nach dem Start der Raumsonde ein enger Vorbeiflug erfolgen könnte. Um die Verhältnisse währenddessen besser zu verstehen, konnten noch während der Flugphase der Raumsonde in einer Untersuchung von 1993 aus den archivierten Daten der zuvor genannten photometrischen Beobachtungen in Verbindung mit zahlreichen weiteren, bisher unveröffentlichten Lichtkurven aus einem Zeitraum von September 1980 bis Mai 1993, die an verschiedenen Observatorien gewonnen worden waren, wie dem Steward Observatory und dem Mount-Lemmon-Observatorium in Arizona, dem McDonald-Observatorium in Texas, dem MIT Wallace Astrophysical Observatory (WAO) in Massachusetts, dem UH-2,2-m-Teleskop am Mauna-Kea-Observatorium auf Hawaiʻi, dem Observatoire de Haute-Provence und dem Observatorium auf dem Pic du Midi in Frankreich, dem Charkiw-Observatorium in der Ukraine sowie dem Observatorium Hoher List in Deutschland, für ein dreiachsig-ellipsoidisches Gestaltmodell des Asteroiden zwei alternative Lösungen für die Position der Rotationsachse mit retrograder Rotation und eine Periode von 4,64832 h berechnet werden. Für die Achsenverhältnisse wurden Werte von a/b = 1,82 und b/c = 1,15 abgeleitet. Damit ließen sich die ungefähren Ansichten von (243) Ida von der Raumsonde aus während deren Annäherung und Vorbeiflug vorhersagen. Die Ausformung der Lichtkurven deutete darauf hin, dass (243) Ida möglicherweise eine ungleichmäßige Albedoverteilung aufweist.
Darauf hatten bereits spektroskopische Beobachtungen am 8. Dezember 1991 am Michigan-Dartmouth-MIT (MDM) Observatory in Arizona hingedeutet. Auch Beobachtungen am La-Silla-Observatorium zeigten in einer Untersuchung von 1993 rotationsabhängige Veränderungen im Spektrum von (243) Ida, die auf einen wechselnden Gehalt an Pyroxen und Olivin auf ihrer Oberfläche hindeuteten.

## RaumsondeGalileo
Um ihr Zwischenziel (243) Ida zu erreichen, hatte die Raumsonde während ihrer langen Reise zunächst mehrere Planetenvorbeiflüge zu absolvieren, an der Venus im Februar 1990 und an der Erde im Dezember 1990. Im Oktober 1991 hatte Galileo dann bereits in 1600 km Entfernung den Asteroiden (951) Gaspra passiert. Nach einem weiteren Vorbeiflug an der Erde im Dezember 1992 erreichte die Raumsonde dann am 28. August 1993 (243) Ida, an der sie um 16:52 Uhr UT in 2390 km Entfernung und mit einer Geschwindigkeit von 12,4 km/s vorüberflog.
Während des Vorbeiflugs wurden mit dem Solid-State Imager (SSI) der Raumsonde Aufnahmen des Asteroiden gemacht, beginnend etwa fünfeinhalb Stunden vor der größten Annäherung aus einer Entfernung von 240.000 km bis etwa eine Minute nach der größten Annäherung aus einer Entfernung von 2500 km. Während dieser Zeit vollführte (243) Ida etwas mehr als eine vollständige Rotation. Es wurden dabei 150 Aufnahmen gemacht, zum Teil als Mosaikaufnahmen, die 21 Zeitproben während der Rotation abbildeten und 95 % der Oberfläche des Asteroiden erfassten. Die Bildsequenz wurde vollständig durch Messungen des Near-infrared Mapping Spectrometer (NIMS) komplementiert, welches ergänzende Nahinfrarot-Spektraldaten erfasste.

Während der Annäherung von Galileo aufgenommene Bilderfolge, die die Rotation von (243) Ida zeigt

Wegen Problemen mit der Antenne der Raumsonde war die Datenübertragungsrate zur Erde stark eingeschränkt und alle Aufnahmen mussten zunächst auf einem Bandlaufwerk zwischengespeichert werden, um später während zwei Zeitfenstern im September 1993 und von Februar bis Juni 1994 übertragen zu werden. Dazu wurde vor und während der Übertragung eine Analyse der Daten durchgeführt, um eine adaptive Strategie zu entwickeln, bei der die zuerst übertragenen Daten den Inhalt der späteren Übertragungen beeinflussten. Dabei wurde am 17. Februar 1994 auf den Aufnahmen ein natürlicher Satellit des Asteroiden entdeckt (siehe unten). Einige Aufnahmen, die noch nicht übertragen waren, mussten später für die eigentlichen Ziele der Galileo-Mission geopfert werden, so dass schließlich 96 Bilder des Asteroiden, die 18 Zeitproben während einer Rotationsperiode darstellten, zur Erde übertragen wurden. Sie erreichten Auflösungen an der Oberfläche von bis zu 25 m/Pixel. Der größte Teil von (243) Idas Oberfläche wurde in vier Farben abgedeckt, begrenzte Bereiche auch in fünf Farben, mit Auflösungen von bis zu 105 m/Pixel. Die Auswertung der Aufnahmen brachte folgende Ergebnisse:
- (243) Idas Form ist unregelmäßiger als die jedes anderen Objekts im Sonnensystem, das zuvor von Raumsonden beobachtet wurde. Das am besten zu ihrer Form passende Ellipsoid hat Hauptabmessungen von (59,8 × 25,4 × 18,6) km, einen mittleren Durchmesser von 31,4 ± 1,2 km, eine Oberfläche von 3900 km² und ein Volumen von 16.000 km³. Von den Polen aus betrachtet hat (243) Ida eine leicht halbmondförmige Gestalt. Kleinere, sich überlappende Vertiefungen erwecken den Eindruck einer „Taille“ und ein scharfer Grat erstreckt sich über etwa 40 km Länge. Die charakteristische Topografie auf beiden Seiten der „Taille“ deutet auf Unterschiede in den mechanischen Eigenschaften entlang der Ausdehnung des Asteroiden hin. Diese Unterschiede könnten von Strukturen herrühren, die von einem größeren Vorgängerobjekt übernommen wurden, oder auf ein aus zwei Komponenten zusammengesetztes Objekt hinweisen. (243) Idas Rotationsachse stimmt nahezu mit der Hauptträgheitsachse überein, was auf eine homogene Dichteverteilung im Inneren hinweist, geringfügige Änderungen der Porosität oder der Zusammensetzung aber nicht ausschließt. Die unregelmäßige Form, die niedrige mittlere Dichte und die schnelle Rotation von (243) Ida bedingen stark variierende Oberflächenbeschleunigungen von 0,3–1,1 cm/s². Die Gefälle an der Oberfläche liegen meist unter 35°, erreichen aber im Einzelfall bis zu 50°.[10]
- Die Oberfläche von (243) Ida ist von Einschlägen geprägt mit einfacher, schüsselförmiger Gestalt, komplexe Kratermorphologien sind nicht zu beobachten. Die vorhandenen Krater zeigen ein breites Spektrum an Degradationszuständen. Bereiche hellen Materials in den jüngsten Kratern könnten zurückgestürzte Ablagerungen oder das Ergebnis seismischer Störungen in den lose gebundenen Oberflächenmaterialien sein. Die photometrischen Daten bei unterschiedlichen Farben weisen auf einen relativ gleichmäßigen Calciumgehalt in Pyroxenen und ein konstantes Pyroxen/Olivin-Verhältnis hin,[11] das mit dem von Chondriten mit geringem Eisen- und Metallgehalt übereinstimmt,[12] womit (243) Ida etwas mehr einem Asteroiden des mittleren S-Typs entspricht als (951) Gaspra. Die geometrische Albedo liegt bei 0,21. Die Oberfläche zeigt zwei unterschiedlich gefärbte Terrains, wovon eines etwas dunkler ist und einem älteren, reiferen Regolith entspricht, während das andere aus weniger verwitterten, etwas helleren und transparenteren Partikeln besteht.[13][14]
- Die Größenverteilung der Krater auf (243) Ida steht im (oder nahezu im) Gleichgewicht mit dem Kraterbildungsprozess. Ein Großteil ihrer Oberfläche ist nahezu gesättigt mit Kratern im Bereich von 100 m bis 1 km Durchmesser, d. h. sie weist nahezu die maximal mögliche räumliche Kraterdichte auf, die geometrisch und geologisch möglich ist. Darüber hinaus decken die Krater das gesamte Spektrum an Morphologien ab, von jung bis stark erodiert, eine Situation, die im Gegensatz zu (951) Gaspras spärlicher Population mit überwiegend jungen Kratern steht. Regionale Unterschiede in der Dichte großer Krater könnte auf zugrunde liegende strukturelle Heterogenitäten innerhalb von (243) Ida hinweisen. Berechnungen zufolge sollten die sichtbaren Krater nennenswerten Regolith geliefert haben, um die Oberfläche damit bis zu einer durchschnittlichen Tiefe von etwa 150 m zu überziehen. Im Vergleich mit (951) Gaspra könnte (243) Ida etwa zehnmal älter sein, also etwa 2 Milliarden Jahre alt. Falls sie jedoch bereits kurz nach der Zersplitterung des Koronis-Vorläuferkörpers einem schweren Bombardement ausgesetzt war, könnte (243) Ida auch durchaus jünger sein.[15] Durch die Umlaufbahn von Idas Mond Dactyl definierte Randbedingungen ergaben eine Masse von (42 ± 6)·1015 kg und eine Dichte von (2,6 ± 0,5) g/cm³. Sofern die Porosität von (243) Ida nicht außergewöhnlich hoch ist, weist sie einen mittleren bis niedrigen NiFe-Gehalt auf.[16]

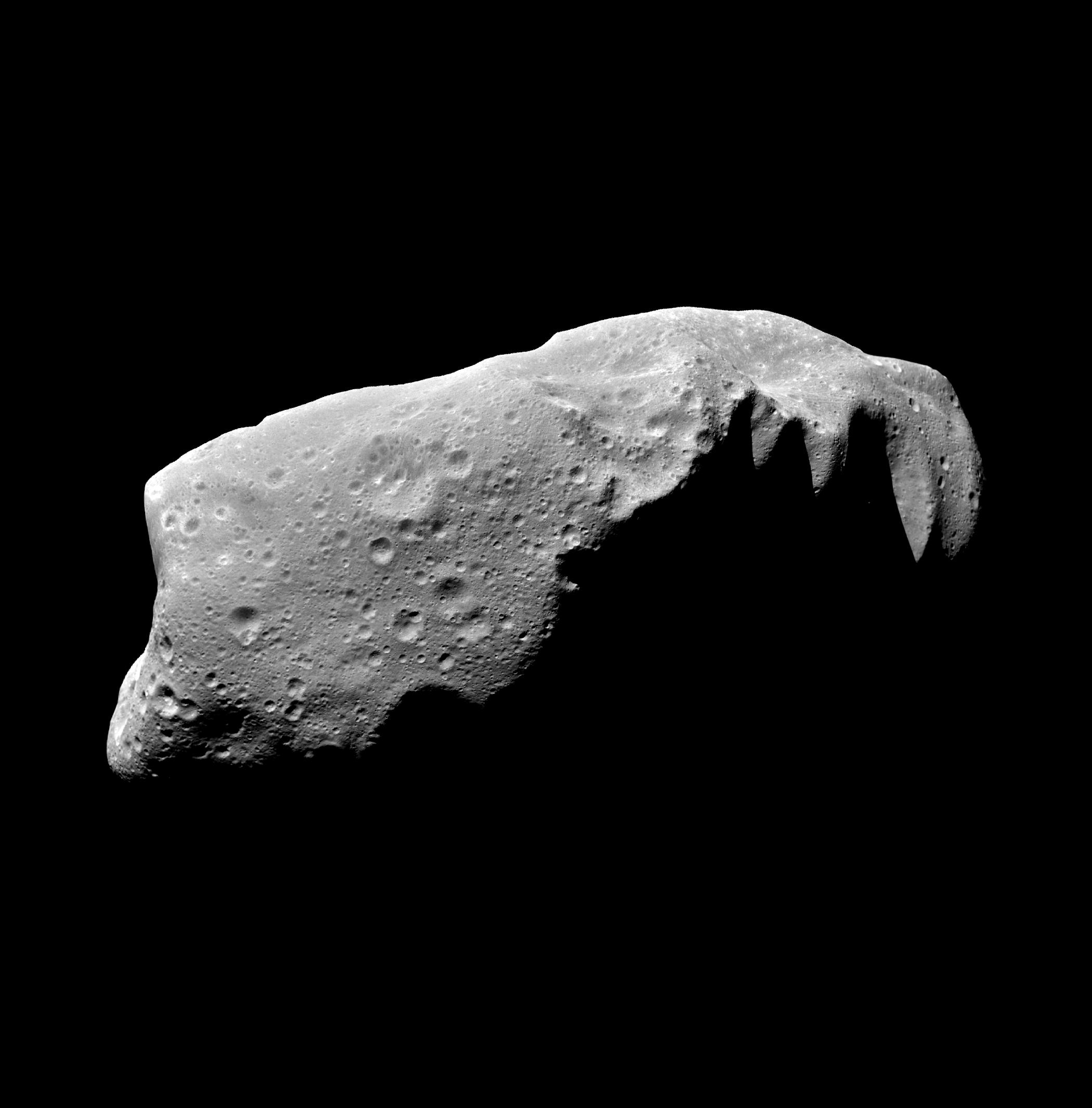
Mosaikaufnahme von (243) Ida in hoher Auflösung, etwa 3 ½ Minuten vor der größten Annäherung von Galileo

- Auf den hochauflösenden Galileo-Bildern von (243) Ida wurden siebzehn Reliefstrukturen mit einem Durchmesser von etwa 45 bis 150 m als wahrscheinliche Felsblöcke identifiziert. Sie ähneln den Blöcken, die mit Kratern auf der Erde, dem Mond sowie den Marsmonden Phobos und Deimos in Verbindung stehen, und bei denen es sich wahrscheinlich um Einschlagsfragmente handelt. Einige Blöcke auf (243) Ida könnten auch erhaltene Fragmente des Vorgängerkörpers der Koronis-Familie sein, die nach dessen Zerfall angelagert wurden. Die Lebensdauer von 100 m großen Felsbrocken wird auf 100 Mio. bis 1 Mrd. Jahre geschätzt, was mit den angenommenen Altersangaben für die größten und ältesten Krater auf (243) Ida übereinstimmt.[17]
- Aus den fünf während des ersten Datenübertragungsfensters erhaltenen Aufnahmen wurde unmittelbar die retrograde Rotation von (243) Ida bestätigt. Aus den in der Untersuchung von 1993 (siehe oben) errechneten zwei Alternativen für die Position der Rotationsachse konnte jetzt auch die zutreffende Lösung ausgewählt werden. Eine Verbesserung des Wertes für die Rotationsperiode war aber wegen des kurzen Beobachtungszeitraums während des Vorbeiflugs nicht möglich.[18]
- Auf Grundlage der Aufnahmen von Galileo wurde ein detailliertes Gestaltmodell des Asteroiden erstellt. Zusammen mit den globalen photometrischen Eigenschaften wurden daraus synthetische Lichtkurven berechnet, die hinsichtlich Form, Amplitude und absoluter Helligkeit sowie im zeitlichen Verlauf der Lichtkurvenmaxima und -minima weitgehend mit den erdgebundenen teleskopischen Beobachtungen übereinstimmten. Diese Übereinstimmung untermauerte die Genauigkeit des Gestaltmodells und des entwickelten photometrischen Modells.[19]

## Topografische Merkmale
Durch die Working Group for Planetary System Nomenclature (WGPSN) der IAU erhielten zahlreiche Oberflächenformationen auf (243) Ida offizielle Benennungen. Drei ausgedehnte Gebiete erhielten die Bezeichnung Palisa Regio, Pola Regio und Vienna Regio nach dem Asteroidenentdecker und seinen Wirkungsorten. Ein Höhenrücken wurde nach einem verstorbenen Mitglied des Galileo-Teams von der Arizona State University Townsend Dorsum benannt. 21 Krater wurden in Anlehnung an die Benennung des Asteroiden nach bekannten Höhlen und Grotten benannt, die größten sind Lascaux, Orgnac, Mammoth, Azzurra und Undara. Der 800 m große Krater Afon definiert den Nullmeridian für (243) Ida.

## Erforschung nachGalileo
Der Asteroid (243) Ida ähnelt einem glatten, abgerundeten Kieselstein und weist nicht das erwartete kantige, gezackte Aussehen eines durch einen Hochgeschwindigkeitseinschlag entstandenen Gesteinsfragments auf. Eine Untersuchung von 1998 kam zu dem Schluss, dass er bei seiner Entstehung rau und scharfkantig war und dass die heute sichtbare Abrundung das Ergebnis einer Vielzahl von Kollisionen mit niedriger Geschwindigkeit (unter 0,1 km/s) mit den viel kleineren Asteroidenfragmenten ist, die gleichzeitig durch die Kollisionen entstanden, aus denen die Koronis-Familie hervorging.
Neue photometrische Beobachtungen wurden wieder während drei Nächten vom 24. März bis 3. April 1998 vom Science Club ‚Chaparral‘ in Argentinien durchgeführt. Es wurde dabei eine Rotationsperiode von 4,655 h bestimmt. Bis 2001 lagen von (243) Ida 40 Lichtkurven hauptsächlich aus dem Beobachtungszeitraum 1988 bis 1993 vor. Die Auswertung ließ zwei alternative Lösungen für die Position der Rotationsachse mit retrograder Rotation zu, offensichtlich aufgrund eingeschränkter Beobachtungsgeometrien. Die Periode konnte sehr genau zu 4,63364 h bestimmt werden.
Eine Auswertung von Beobachtungen durch das Projekt NEOWISE im nahen Infrarot führte 2012 zu vorläufigen Werten für den Durchmesser und die Albedo im sichtbaren Bereich von 26,7 km bzw. 0,26. Abschätzungen von Masse und Dichte für (243) Ida ergaben in einer Untersuchung von 2012 eine Masse von etwa 37,8·1015 kg und mit einem angenommenen Durchmesser von etwa 31 km eine Dichte von 2,35 g/cm³ bei einer Porosität von 29 %. Die Werte besitzen nur eine geringe Unsicherheit von ±12 %.
Die Verarbeitung von archivierten Lichtkurven des United States Naval Observatory und der Catalina Sky Survey in Arizona sowie dem Roque-de-los-Muchachos-Observatorium auf La Palma ermöglichte in einer Untersuchung von 2013 erneut die Berechnung eines dreidimensionalen Gestaltmodells für zwei alternative Positionen der Rotationsachse mit retrograder Rotation und einer Periode von 4,63363 h. Vom 4. bis 7. September 2019 am Command Module Observatory in Arizona aufgezeichnete Lichtkurven wurden zu einer Rotationsperiode von 4,634 h ausgewertet, während Messungen am 18. September 2019 am Union College Observatory im Staat New York eine Periode von 4,67 h ergaben.
Zwischen 2012 und 2018 wurden mit der All-Sky Automated Survey for Supernovae (ASAS-SN) auch photometrische Daten von 20.000 Asteroiden aufgezeichnet. Auf mehr als 5000 davon konnte erfolgreich die Methode der konvexen Inversion angewendet werden, darunter auch (243) Ida, für die in einer Untersuchung von 2021 ein verbessertes dreidimensionales Gestaltmodell für zwei alternative Rotationsachsen mit retrograder Rotation und einer Periode von 4,63364 h berechnet wurde. Aus archivierten Daten des Asteroid Terrestrial-impact Last Alert System (ATLAS) aus dem Zeitraum 2015 bis 2018 konnte in einer Untersuchung von 2022 mit der Methode der konvexen Inversion eine Rotationsperiode von 4,63364 h bestimmt werden. Im Jahr 2023 wurde aus photometrischen Messungen von Gaia DR3 erneut ein dreidimensionales Gestaltmodell des Asteroiden für zwei alternative Rotationsachsen mit retrograder Rotation und einer Periode von 4,63364 h berechnet.

## Idas Mond Dactyl
Ein natürlicher Satellit von (243) Ida wurde am 17. Februar 1994 bei der zeitverzögerten Übertragung der von der Raumsonde Galileo gemachten Aufnahmen auf 47 Bildern entdeckt, eine detaillierte Suche nach weiteren Satelliten führte zu keinen weiteren Entdeckungen. Er erhielt zunächst die provisorische Bezeichnung S/1993 (243) 1. Bei einem Wettbewerb im Rahmen des Galileo-Projekts gab man ihm den Eigennamen Dactyl. Die Daktylen des Berges Ida auf Kreta waren Dämonen kretischen oder phrygischen Ursprungs. Ihr Name bedeutet „die Finger“. Die Daktylen waren Magier, denen die Verbreitung und manchmal auch die Erfindung der Mysterien zugeschrieben wird. Um den kleinen Zeus zu unterhalten, organisierten sie die ersten Olympischen Spiele. Zwei 300 bzw. 200 m große Krater auf Dactyl wurden nach einzelnen Daktylen Acmon und Celmis benannt.

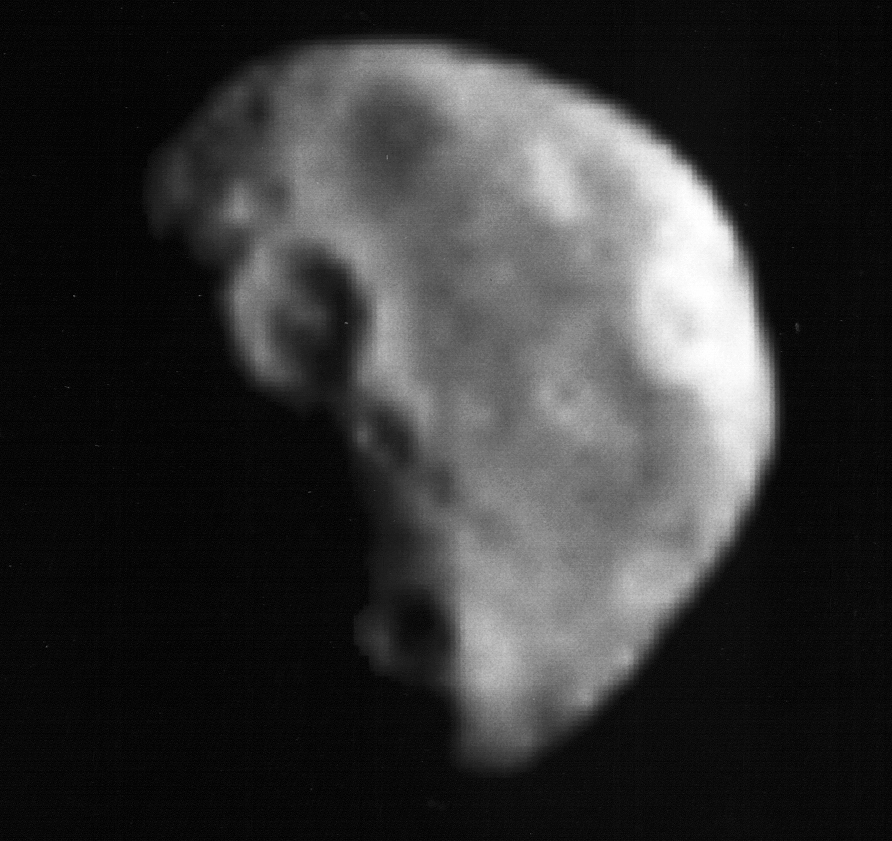
Aufnahme von Dactyl durch Galileo am 28. August 1993

Dactyl wurde in einer prograden (in Bezug auf (243) Idas Rotation), nahezu äquatorialen Umlaufbahn entdeckt, in der er sich langsam (ca. 6 m/s) und in einem Abstand von 85 km von (243) Ida bewegte. Es war aber nicht möglich, aus der kurzen beobachteten Bewegung eine definitive Umlaufbahn abzuleiten. Auch ein Versuch, Dactyl am 26. April 1994 mit der Wide Field/Planetary Camera (WFPC) des Hubble-Weltraumteleskops zu beobachten, um seine Umlaufbahn genauer zu bestimmen, war erfolglos. Es konnten daher nur mehrere theoretisch mögliche Umlaufbahnen abgeleitet werden, aus denen Rückschlüsse auf die Masse und Dichte von (243) Ida (siehe oben) gewonnen wurden.
Die globale Topografie von Dactyl mit einem mittleren Durchmesser von 1,4 km entspricht einem länglichen, aber nicht eckigen Körper mit axialen Dimensionen von (1,6 × 1,4 × 1,2) km. Er zeigt keine auffälligen scharfen Kanten und ist viel weniger unregelmäßig geformt als (243) Ida. Sein Volumen beträgt 1,4 km³ und seine Masse etwa 3,7·1012 kg, d. h. etwa 1⁄11.000 derjenigen von (243) Ida. Dactyls Rotationsperiode ist unbekannt (>8 h), aber seine Längsachse zeigte zum Zeitpunkt der Beobachtung in Richtung (243) Ida und seine kürzeste Achse steht senkrecht zur Bahnebene, was auf eine Synchronität zwischen seiner Umlaufbewegung und Rotation hindeutet (gebundene Rotation wie beim Erdmond). Die geometrischen Albedos von Dactyl und (243) Ida sind ähnlich (0,20 bzw. 0,21), auch die spektralen Reflektivitäten ähneln sich. Der vorhandene Unterschied liegt im Rahmen der innerhalb der Koronis-Familie berichteten Farbvariationen und könnte auf ein etwas höheres Pyroxen/Olivin-Verhältnis auf dem Satelliten zurückzuführen sein.
Mehr als ein Dutzend Krater mit einem Durchmesser von 90 bis 280 m sind auf der besten Aufnahme sichtbar. Erkennbar ist eine Reliefstruktur mit einem Durchmesser von etwa 75 m sowie eine eindrucksvolle Kraterkette, jedoch keine Rillen, Grate oder scharfen Kanten. Dactyl ist in Bezug auf die Randrauheit deutlich glatter als Ida, aber vergleichbar mit den beiden Marsmonden Phobos und Deimos. Interessanterweise weist der Satellit eine ähnliche Kraterdichte auf wie Ida selbst. Obwohl der Ursprung des Satelliten ungewiss ist, wäre ein wahrscheinliches Szenario, dass er aus der Zeit des Zerfalls der Koronis-Familie stammt. Modellierung ergaben jedoch, dass Dactyl in den letzten zwei Milliarden Jahren mehrmals zertrümmert worden wäre. Ein Teil der Trümmer könnte dann jedoch in der Umlaufbahn um (243) Ida hängen geblieben sein und sich anschließend wieder zu einem Satelliten gesammelt haben. Dieser Prozess könnte die recht regelmäßige Form von Dactyl erklären und auch seine heutige Existenz angesichts seiner (im Vergleich zu (243) Idas Alter) theoretisch kurzen Lebensdauer durch Kollisionszerstörungen. Als eine weitere Alternative wurde vorgeschlagen, dass Dactyl viel jünger als (243) Ida ist und durch Rotationszerplatzen eines Vorläuferfragments entstanden ist, das nach einem Einschlag von (243) Ida abgesplittert war.
In einer Untersuchung von 2018 wurde die Bewegung des kleinen Mondes Dactyl im Doppelsystem (243) Ida untersucht. Die Berechnungen zeigten, dass mögliche Bewegungen um die Librationspunkte, die sehr nahe an (243) Ida liegen, alle instabil sind, ebenso wie Umlaufbahnen in größeren Abständen, die nicht in der Äquatorebene liegen. Dagegen gibt es Stabilitäten bei retrograden, nahezu kreisförmigen periodischen Umlaufbahnen in der Nähe der Äquatorebene. Dactyl bewegt sich sehr wahrscheinlich auf einer solchen Bahn.